# Meteoradio Canadá

Meteoradio Canadá, en inglés Weatheradio Canada, y en francés Radiométéo Canada, es un sistema de redes de estaciones de radio de Canadá, irradiando información meteorológica de pronóstico del tiempo. Pertenece y es operada por el Servicio meteorológico de Canadá de Environment Canada, y la red transmite en ambos idiomas oficiales  (idioma inglés y francés) desde 199 locaciones a través de Canadá.
En muchas localidades, las transmisiones del servicio se hacen en frecuencias audibles de VHF, solo para receptores específicos de Weatheradio, aunque en algunos sitios turísticos — primariamente parques nacionales y provinciales, y comunidades remotas - los transmisores operados por Canadian Broadcasting Corporation haciéndolo en frecuencias de AM o FM.
En agosto de 2007, a muchas de esas estaciones transmisoras de AM y de FM transmitters perdieron la licencia del CRTC; y antes estaban habilitados bajo una exención de licencia especial otorgada a operadores de baja potencia no comerciales. De todos modos, nunca el servicio cubrió absolutamente todas las áreas pobladas de Canadá
Las frecuencias utilizadas para Weatheradio son las mismas frecuencias usadas por su homólogo estadounidense: NOAA Weather Radio All Hazards, y los receptores de radios del tiempo diseñados para su uso en EE. UU. son compatibles en Canadá. Desde 2007, el servicio usa tecnología SAME: Specific Area Message Encoding.
La información meteorológica se transmite mediante una voz sintetizada. La tecnología empleada para producir la voz es el Starcaster conversor texto-voz, usando síntesis concatenada.
Weatheradio ha indicado que en el futuro planea agregar otras informaciones de emergencia, tales como desastres naturales, siniestros tecnológicos, alerta AMBER, ataques terroristas, a sus escuchas.

## Historia
Canadá implementó su servicio de radio del tiempo en una fecha posterior al de EE. UU. La mayoría de su tecnología y plan de bandas de VHF-FM son las mismas. Canadá no ha hecho ninguna innovación a la norma de transmisión, ya que la tecnología fue diseñada para uso en EE. UU. y como tal se ha convertido en tener muchas características.

## Frecuenciias
Las señales de Weatheradio Canadá se transmiten usando FM, con un ancho de banda de 25 kHz; usando las siguientes frecuencias:
- 162.400 MHz
- 162.425 MHz
- 162.450 MHz
- 162.475 MHz
- 162.500 MHz
- 162.525 MHz
- 162.550 MHz

Cuando sea necesario, una alerta de emergencia es enviado a través del sistema Specific Area Message Encoding seguido por un audiotono de 1.050 Hz , para tormentas severas, inundaciones, tornados, y otras emergencias públicas.